# Castelnau-de-Mandailles
Castelnau-de-Mandailles é uma comuna francesa na região administrativa de Occitânia, no departamento de Aveyron. Estende-se por uma área de 35,87 km². Em 2010 a comuna tinha 592 habitantes (densidade: 16,5 hab./km²).